# Derencsény
Derencsény (szlovákul Drienčany) község Szlovákiában, a Besztercebányai kerület Rimaszombati járásában.

## Fekvése
Rimaszombattól 13 km-re északkeletre fekszik, a Balog-patak (Blh) völgyében.
Délkeletről Meleghegy, keletről Bugyikfala, északkeletről Szeleste, északnyugatról Balogrussó, nyugatról Kőhegy, délről pedig Balogpádár községekkel határos.
10,9998 km²-es területe két kataszteri területre oszlik:
- Derencsény (Drienčany): 8,4563 km²
- Pápocs (Papča): 2,5435 km²

## Története
1297-ben említik először, a Balog nemzetség birtokolta. Derencsény felét Balogh Domokos és Miklós kapta meg, később fia, László a Derencsényi nevet vette fel. A falunak már a 13. században volt temploma, a mai templom elődje. A 15. században vámszedőhely volt.
Várkastélyát 1413-tól említik a Derencsényiek birtokaként. A 15. század elején Giskra foglalta el és megerősítette, majd Hunyadi János 1452-ben ostrommal foglalta vissza tőle. Ekkor még újjáépült. 1544-ben Derencsényi Pál és fivérei elvesztették a birtokot, ekkor törtek Széchy László derencsényi udvarára, akinek nejét, Thibay Orsolyát megsebesítették. A kialakult viszályban a király úgy döntött, hogy a Derencsényieket megfosztja Derencsény birtokától és Kápolnával együtt a Széchyeknek adományozta. Ettől kezdve Derencsény váráról nincs említés, valószínűleg a török harcokban pusztult el, azóta rom.
A község urai a Széchyek után a Rákócziak, majd a Koháryak – később a Coburg hercegi család, valamint a báró Luzsénszky, Szentmiklóssy, Draskóczy, Máriássy, Bodon és a báró Nyáry családok szintén birtokosok voltak itt.
A 18. század végén Vályi András így ír róla: „DERENCSENY. Dretsán. Elegyes tót falu Gömör Vármegyében, birtokosai gróf Kohári Uraság, és a’ Derencsenyi Uradalomnak birtokosai, lakosai katolikusok, többen evangelikusok, fekszik Balog vize mellett, Bugyik falvához 1/4. órányira, Dobócznak is szomszédságában, mellynek filiája, Rimaszombattól egy, Gömörtöl pedig három fertály mértföldnyire, lakosai sonkallyal, bordával, és fa edényeknek árúlásával kereskednek, határbéli földgye három nyomásbéli, mellynek harmad része hegyes, ’s leg inkább zabot, és roszot terem, legelője marháinak elegendő, mind a’ kétféle fája elég van, malma, piatzozó helyei alkalmatosak, kereskedése van hordókkal, a’ harmadik Osztályba tétettetett."
Fényes Elek geográfiai szótárában eképpen ír a községről: „Derencsény, Gömör v. tót falu, Budikfalvához nyugotra 1/2 órányira, a Balogh völgyében: 19 kath., 561 evang. lak. Evang. anyaekklézsia. Mind földe, mind rétje termékeny; erdeje van; s a lakosok szövőbordát készitnek, gyümölcsből, gabonából pálinkát főznek; sertéseket hizlalnak. Hegyei közül nevezetes a Benkowo, s ennek csucsán és tövében vannak a házak is épitve, továbbá a kősziklás Haj, melly a hires aggteleki hegyhez nagyon hasonlit, s belöl szinte üreges. Északra fekvő kőszirtjei jó meszet adnak, a délre fekvők keményebbek s márványhoz hasonlitnak. Van itt két barlang is, melly a magyaroktól Kis- és Nagy-Lyuknak neveztetik. Mostani birtokosai a derencsényi uradalomnak; hg. Koburg s mások többen. Ut. p. Rimaszombat."
Borovszky monográfiasorozatának Gömör-Kishont vármegyét tárgyaló része szerint: „Derencsény, balogvölgyi tót kisközség, 78 házzal és 365 ág. ev. h. vallású lakossal. E község már a pápai tizedszedők jegyzékében szerepel, Drenchen néven. 1297-ben Balogh Domokos és Miklós nyerik királyi adományul. 1413-ban, a mikor a Derencsényiek az urai, már vámhely és fa-vára is említve van. Ez volt annak a várnak az alapja, melyet később azután Giskra elfoglalt és megerősíttetett. Hunyadi János 1451-ben foglalta vissza s így került ismét a Derencsényiek birtokába, kik azt újólag kijavíttatták és megerősíttették. Az erősséget 1413-ban Derenk és Derednek néven említik az egykorú oklevelek. Később már Drench néven szerepel és 1451-ben castellum Drenchen néven. Idővel az uradalom és a vár a Széchiek birtokába került, azután Rákóczy-birtok lesz, majd a Koháryak lesznek az urai és ezek után a Coburg herczegi család, de velük együtt a báró Luzsénszky, Szentmiklóssy, Draskóczy, Máriássy, Bodon és a báró Nyáry családok is birtokosok, ma pedig báró Vay Dénesnének van itt nagyobb birtoka. A vár a Rákóczy-féle mozgalmak alatt végleg elpusztult és ma csak a Derenek nevű dűlő tartja fenn az emlékét. A község határában két barlang van, melyek Kislyuk és Magyarlyuk néven ismeretesek. Határában három elpusztult községről emlékeznek meg az egykorú oklevelek. Az egyik Laponya község, mely 1450-ig mint a Derencsényiek birtoka szerepel, a másik Kyssalabina község, melyről 1427-ben is van szó s a harmadik Rovna, 1413-ban szintén a Derencsényi család birtoka. A községhez tartozik Derencsény puszta. A postahivatal Felsőbalogon, a távíró és a vasúti állomás Rimaszombatban van. A községben levő ág. h. ev. templom 1796-ban épült."
A trianoni békeszerződésig Gömör-Kishont vármegye Feledi járásához tartozott.
1964-ben hozzácsatolták Pápocs községet.

## Népessége
| Év:            | 1994. | 2004.   | 2014.   | 2024.    |
| -------------- | ----- | ------- | ------- | -------- |
| Emberek száma: | 272   | 246     | 241     | 193      |
| Eltérés:       |       | -9,55 % | -2,03 % | -19,91 % |

| Év:            | 2023. | 2024.   |
| -------------- | ----- | ------- |
| Emberek száma: | 195   | 193     |
| Eltérés:       |       | -1,02 % |

1880-ban 367 lakosából 18 magyar és 337 szlovák anyanyelvű volt.
1890-ben 348 lakosából 15 magyar és 331 szlovák anyanyelvű volt.
1900-ban 365 lakosából 42 magyar és 323 szlovák anyanyelvű volt.
1910-ben 368 lakosából 34 magyar és 328 szlovák anyanyelvű volt. Pápocson 83 szlovák és 5 magyar anyanyelvű volt.
1921-ben a község 9,08 km²-es területén 319 lakosa volt, ebből 309 volt csehszlovák, 8 magyar, 1 zsidó nemzetiségű és 1 állampolgárság nélküli volt. Ebből 299 evangélikus, 8 római katolikus, 6 református és 5 izraelita vallású.
1991-ben 279 lakosából 21 magyar és 232 szlovák volt.
2001-ben 250 lakosából 242 szlovák és 8 magyar volt.
2011-ben 248 lakosából 215 szlovák és 8 magyar volt.

## Nevezetességei
- Derencsény várának romjai.
- Evangélikus temploma a 13. századi templom helyén, 1793-ban épült. Lőrésekkel ellátott védőfal övezi.
- Reneszánsz haranglába a 17. században épült.
- Derencsényi-karszt. A Rőcei-hegység déli lejtőin, Derencsény, Balogrussó, Gömörispánmező és Bugyikfala községek között fekszik, mintegy 16 négyzetkilométernyi területen. Az itt található 38 kisebb-nagyobb barlang teljes hossza több mint két és fél kilométer.

## Neves személyek
- Itt született 1843. augusztus 2-án Liszkay Gusztáv, a késmárki bányászati és erdészeti akadémia tanára, bányászati szakíró. (Elhunyt Selmecbányán, 1889. június 3-án.)[9]
- Itt született 1861-ben Baloghy György jogász, igazságügyminiszter.
- Itt született 1895-ben Buzágh Aladár Kossuth-díjas kémikus, egyetemi tanár, az MTA tagja.
- Itt volt lelkész Pavol Dobšinský szlovák író, néprajzkutató. Számos szlovák népmesét írt és dolgozott fel.